# Kościół św. Michała Archanioła w Błędowie
Kościół św. Michała Archanioła w Błędowie – XIV-wieczny kościół parafialny znajdujący się w Błędowie.

## Historia
Kościół został zbudowany w stylu gotyckim na początku XIV wieku. W 1410 roku uległ zniszczeniu. W następnych latach świątynie odbudowano. W XIX wieku obok kościoła wzniesiono drewnianą dzwonnicę. Będący w niej Dzwon pochodzi z 1533 roku, ma napis minuskułowy.
Kościół został spalony w 1922 roku, w 1924 odbudowany z zachowaniem murów obwodowych pierwotnego kościoła salowego w obecnej nawie.
Jest to kościół orientowany, murowany, w częściach gotyckich z kamienia polnego z użyciem cegły. W południowej ścianie nawy znajduje się zamurowany portal gotycki z XIV wieku. Jest on ostrołukowy, profilowany.